# Collegium Canisianum
Collegium Canisianum ili Canisianum je međunarodno svećenićko sjemenište rimokatoličke Crkve u Innsbrucku u Austriji kojega vode isusovci.

## Povijest
Canisianum je jedno od brojnih isusovačkih sjemeništa diljem svijeta koje nose ime svetog Petra Kanizija.  Građeno je od 1910. od 1911. za vrijeme rektora (regensa) Michaela Hofmanna da bi zamijenilo starije sjemenište Nicolaihaus, koje su potrebe nadišle. Za vrijeme Prvog svjetskog rata primao je kod sebe od 1915. do 1919. studente iz rimskog Collegiuma Germanicuma.
21. studenog 1938. NSDAP je zatvorio ovo sjemenište. Canisianum je ostao zatvorenim sve do iza kraja rata. Ponovno je otvoren u listopadu 1945.

## Istaknuti bivši studenti
- blaženi Vilmos Apor (1892. – 1945.), biskup jurske biskupije, proglašen blaženim 1997.
- blaženi Nykyta Budka (1877. – 1959.), pomoćni lavovski biskup, proglašen blaženim 2001.
- otac Edward Flanagan (1886. – 1948.), utemeljitelj Girls and Boys Towna u SAD-u
- Josef Frings (1887. – 1978.), kardinal i kölnski nadbiskup
- blaženi Clemens August Graf von Galen (1878. – 1946.), münsterski biskup, kardinal, proglašen blaženim 2005.
- blaženi Andrew Ishchak (1887. – 1941.), profesor na bogoslovnoj akademiji u Lavovu, proglašen blaženim 2001.
- Myroslav Ivan Ljubačivski (1914. – 2000.), kardinal i lavovski nadbiskup Ukrajinske grkokatoličke Crkve
- Konrad Graf von Preysing (1880. – 1950.), berlinski biskup i kardinal
- Paulus Rusch (1903. – 1986.), innsbručki biskup
- Adam Stefan Sapieha (1867. – 1951.), kardinal i krakovski nadbiskup
- Josip Slipi (1892. – 1984.), metropolit Ukrajinske grkokatoličke Crkve, kardinal
- Reinhold Stecher (1921.), innsbručki biskup
- Petar Čule, biskup mostarsko-duvanjski i apostolski upravitelj trebinjsko-mrkanski
- blaženi Klimentij Šepticki (1869. – 1951.), egzarh Rusije i Sibira, arhimandrit studionskog manastira, proglašen blaženim 2001.
- Bruno Wechner (1908. – 1999.), prvi biskup Feldkircha

## Vanjske poveznice
- Službene stranice (njem.)